# Allehelgens Sogn
Allehelgens Sogn er et sogn i Amagerbro Provsti (Københavns Stift). Sognet ligger i Københavns Kommune. I Allehelgens Sogn ligger Allehelgens Kirke.
I Allehelgens Sogn findes flg. autoriserede stednavne:
- Lergravsparken (station)